# Wenn Leute unser Land verlassen
Wenn Leute unser Land verlassen ist ein politisches Lied des Oktoberklubs aus dem Jahr 1988. Es gehört zu den letzten Stücken, die von der bekannten ostdeutschen Singegruppe vor der politischen Wende 1989 veröffentlicht wurden.

## Hintergrund
Infolge wachsender Unzufriedenheit in der DDR-Bevölkerung und politischer Zugeständnisse der SED-Führung kam es ab 1984 zu einer deutlichen Erhöhung der Zahl genehmigter Ausreiseanträge. Die daraus resultierende Zunahme der legalen Ausreisen führte zu einem gesellschaftlichen und ideologischen Problem innerhalb des Staats: Die Ausreisewilligen wurden oft als „Verräter“ betrachtet, während gleichzeitig viele in der DDR Zurückgebliebene mit Gefühlen von Verletzung und Enttäuschung reagierten.